# DGPS

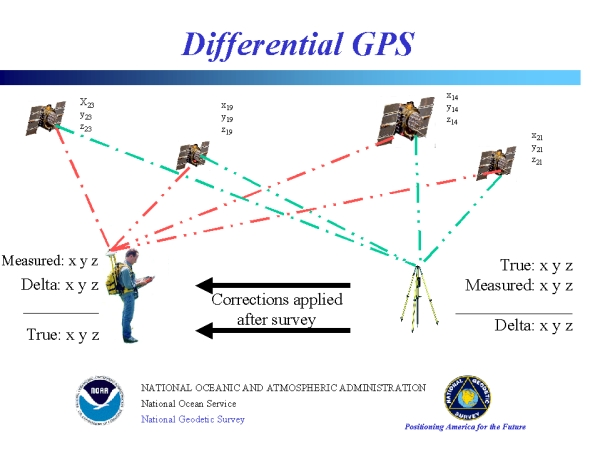
DGPS

DGPS, van differential global positioning system, is een systeem dat differentiaalcorrecties berekent om de positienauwkeurigheid van GPS te verbeteren. Het maakt gebruik van een referentieontvanger waarvan de positie bekend is. Bij de referentieontvanger worden de verschillen tussen de bekende positie en de met GPS berekende positie berekend, waarna de afwijkingen naar andere ontvangers verzonden worden. De berekende posities van die ontvangers worden vervolgens gecorrigeerd, waardoor een nauwkeurigheid van ongeveer twee meter kan worden gehaald.
Referentieontvangers zijn over de hele wereld geplaatst en zenden over de radiobakens van zee- en kustvaart een gemoduleerd correctiesignaal tussen 283,5 en 325 kHz uit. De correctiesignalen zijn te herkennen aan een uniek identificatienummer dat met de correcties wordt meegezonden. De International Association of Marine Aids to Navigation and Lighthouse Authorities IALA is de organisatie die er over de hele wereld voor zorgt dat de MF-radiobakens het doen.
Voor speciale toepassingen, zoals bij bouwprojecten, zijn door privébedrijven vaste of tijdelijke referentiestations geïnstalleerd. Deze maken RTK mogelijk, wat tot een nauwkeurigheid van enkele centimeters leidt.

## DGPS-ontvangers
De website van de IALA bevat een lijst DGPS-referentieontvangers.

### Nederland
Nederland beschikt voor navigatie over drie publieke DGPS-referentieontvangers, in Hoek van Holland, Vlieland en in Gilze en Rijen. Door de kracht van de zenders van de referentieontvangers kan het signaal landinwaarts worden ontvangen, vooral van Hoek van Holland en Gilze en Rijen.
| Naam van station   | Ontvangstations | Zendstation | Geografische positie     | Nominaal bereik, bij 50 μV/m | Status       | Frequentie (kHz) |
| ------------------ | --------------- | ----------- | ------------------------ | ---------------------------- | ------------ | ---------------- |
| Gilze Rijen        | 652 653         | 426         | 51°36'33"N 4°55'31"E     | 185 km                       | operationeel | 301              |
| Hoek van Holland   | 650 651         | 425         | 51°59'33.56"N 4°7'27.7"E | 220 km                       | operationeel | 312,5            |
| IJmuiden Vuurtoren | 657 658         | 427         | 52°28’N 4°35’E           | 090 km                       | test         | 302              |
| Vlieland Vuurtoren | 655 656         | 428         | 53°17'45"N 5°3'30"E      | 220 km                       | operationeel | 294              |

### België
| Naam van station | Ontvangstations | Zendstation | Geografische positie  | Nominaal bereik, bij 50 μV/m | Status       | Frequentie (kHz) |
| ---------------- | --------------- | ----------- | --------------------- | ---------------------------- | ------------ | ---------------- |
| Oostende         | 640             | 420         | 51°13'19"N 02°55'52"E | 220 km                       | operationeel | 312              |